# Actinodura sodangorum
Actinodura sodangorum е вид птица от семейство Leiothrichidae. Видът е почти застрашен от изчезване.

## Разпространение
Разпространен е в Лаос и Виетнам.